# Йоана Струнгару
Йоана Струнгару (рум. Ioana Strungaru, нар. 4 січня 1989, Трушешть, Румунія) — румунська веслувальниця, бронзова призерка Олімпійських ігор 2016 року, чемпіонка Європи.

## Виступи на Олімпіадах
| Олімпіада | Дисципліна                     | Місце |
| --------- | ------------------------------ | ----- |
| Ріо 2016  | вісімка розстібна зі стерновим | 3     |

## Зовнішні посилання
- Профіль [Архівовано 10 січня 2021 у Wayback Machine.] на сайті FISA.

1. ↑  Ioana Strungaru